# Willi Frommelt
Willi Frommelt (ur. 18 listopada 1952 w Schaan) – narciarz alpejski z Liechtensteinu, brązowy medalista olimpijski oraz czterokrotny medalista mistrzostw świata.

## Kariera
Pierwszy sukces w karierze Willi Frommelt osiągnął w 1974 roku, kiedy podczas mistrzostw świata w Sankt Moritz zdobył brązowy medal w biegu zjazdowym. W zawodach tych wyprzedzili go jedynie dwaj Austriacy: David Zwilling oraz Franz Klammer. Na tych samych mistrzostwach wystartował także w slalomie i gigancie, ale żadnej z tych konkurencji nie ukończył. Pierwszy występ na imprezie tej rangi zanotował cztery lata wcześniej, zajmując 50. miejsce w gigancie na mistrzostwach świata w Val Gardena. W międzyczasie wystartował na igrzyskach olimpijskich w Sapporo, gdzie w tej samej konkurencji zajął 22. miejsce. Kolejne medale zdobył podczas igrzysk w Innsbrucku w 1976 roku. Po pierwszym przejeździe slalomu Frommelt zajmował pierwsze miejsce z przewagą 0,57 sekundy nad Włochem Gustavem Thönim. W drugim przejeździe uzyskał jednak czwarty czas, co pozwoliło mu zająć trzecie miejsce ze stratą 0,99 sekundy do Włocha Piero Grosa i 0,55 sekundy do Gustava Thöniego. Igrzyska w Innsbrucku były równocześnie mistrzostwami świata, jednak kombinację rozgrywano tylko w ramach drugiej z tych imprez. W konkurencji tej zajął drugie miejsce, rozdzielając na podium Thöniego i Grega Jonesa z USA. Ostatni medal zdobył na mistrzostwach świata w Garmisch-Partenkirchen w 1978 roku, gdzie był trzeci w gigancie. Tym razem lepsi okazali się jedynie Szwed Ingemar Stenmark oraz kolejny reprezentant Liechtensteinu, Andreas Wenzel.
W zawodach Puchar Świata zadebiutował jeszcze jako nastolatek. Pierwsze pucharowe punkty wywalczył 11 lutego 1973 roku w Sankt Moritz, gdzie był dziewiąty w zjeździe. Niecałe cztery lata później, 9 stycznia 1977 roku w Garmisch-Partenkirchen wywalczył swoje jedyne podium w zawodach tego cyklu, zajmując trzeciej miejsce w gigancie. Wyprzedzili go wtedy tylko Austriak Klaus Heidegger i Heini Hemmi ze Szwajcarii. Najlepsze wyniki osiągnął w sezonie 1976/1977, kiedy to zajął 19. miejsce w klasyfikacji generalnej i ósme w klasyfikacji giganta.
Po zakończeniu kariery pracował między innymi w Narodowym Banku Liechtensteinu. Zajmował się także polityką, zostając radnym z ramienia Postępowej Partii Obywatelskiej.
Jego ojciec, Christof Frommelt, reprezentował Liechtenstein w biegach narciarskich, a jego brat, Paul Frommelt także uprawiał narciarstwo alpejskie.

## Osiągnięcia

### Igrzyska olimpijskie
| Miejsce | Dzień     | Rok  | Miejscowość | Konkurencja | Czas biegu | Strata | Zwycięzca                 |
| ------- | --------- | ---- | ----------- | ----------- | ---------- | ------ | ------------------------- |
| 30.     | 7 lutego  | 1972 | Sapporo     | Zjazd       | 1:51,43    | +6,15  | Bernhard Russi            |
| 22.     | 10 lutego | 1972 | Sapporo     | Gigant      | 3:09,62    | +9,03  | Gustav Thöni              |
| DSQ     | 13 lutego | 1972 | Sapporo     | Slalom      | 1:49,27    | –      | Francisco Fernández Ochoa |
| 21.     | 5 lutego  | 1976 | Innsbruck   | Zjazd       | 1:45,73    | +3,19  | Franz Klammer             |
| 17.     | 10 lutego | 1976 | Innsbruck   | Gigant      | 3:26,97    | +8,74  | Heini Hemmi               |
| 3.      | 14 lutego | 1976 | Innsbruck   | Slalom      | 2:03,29    | +0,99  | Piero Gros                |

### Mistrzostwa świata
| Miejsce | Dzień     | Rok  | Miejscowość            | Konkurencja | Czas biegu | Strata     | Zwycięzca                 |
| ------- | --------- | ---- | ---------------------- | ----------- | ---------- | ---------- | ------------------------- |
| 50.     | 10 lutego | 1970 | Val Gardena            | Gigant      | 4:19,19    | +23,97     | Karl Schranz              |
| 55.     | 15 lutego | 1970 | Val Gardena            | Zjazd       | 2:24,57    | +12,95     | Bernhard Russi            |
| 30.     | 7 lutego  | 1972 | Sapporo                | Zjazd       | 1:51,43    | +6,15      | Bernhard Russi            |
| 22.     | 10 lutego | 1972 | Sapporo                | Gigant      | 3:09,62    | +9,03      | Gustav Thöni              |
| DSQ     | 13 lutego | 1972 | Sapporo                | Slalom      | 1:49,27    | –          | Francisco Fernández Ochoa |
| DNF     | 5 lutego  | 1974 | Sankt Moritz           | Gigant      | 3:07,92    | –          | Gustav Thöni              |
| 3.      | 9 lutego  | 1974 | Sankt Moritz           | Zjazd       | 1:56,98    | +1,18      | David Zwilling            |
| DNF     | 10 lutego | 1974 | Sankt Moritz           | Slalom      | 1:49,98    | –          | Gustav Thöni              |
| 21.     | 5 lutego  | 1976 | Innsbruck              | Zjazd       | 1:45,73    | +3,19      | Franz Klammer             |
| 17.     | 10 lutego | 1976 | Innsbruck              | Gigant      | 3:26,97    | +8,74      | Heini Hemmi               |
| 3.      | 14 lutego | 1976 | Innsbruck              | Slalom      | 2:03,29    | +0,99      | Piero Gros                |
| 2.      | 14 lutego | 1976 | Innsbruck              | Kombinacja  | 24,62 pkt  | +24,35 pkt | Gustav Thöni              |
| 3.      | 2 lutego  | 1978 | Garmisch-Partenkirchen | Gigant      | 3:02,52    | +2,23      | Ingemar Stenmark          |
| DNF     | 5 lutego  | 1978 | Garmisch-Partenkirchen | Slalom      | 1:39,54    | –          | Ingemar Stenmark          |

### Puchar Świata

#### Miejsca w klasyfikacji generalnej
- sezon 1972/1973: 53.
- sezon 1973/1974: 49.
- sezon 1974/1975: 29.
- sezon 1975/1976: 49.
- sezon 1976/1977: 19.
- sezon 1978/1979: 79.

#### Miejsca na podium
1. Garmisch-Partenkirchen – 9 stycznia 1977 (gigant) – 3. miejsce